# 粟屋尚貴
粟屋 尚貴（あわや なおき）は、神奈川県出身のパラ陸上選手。
専門は短距離 T20（知的障害）。
中学時代は陸上競技部に所属していた。中学2年次に全国障害者スポーツ大会に出場した。
2022年のジャパンパラ競技会では、100m2位となっている。